# バンフィエルド
バンフィエルド (Banfield) は、アルゼンチン・ブエノスアイレス州・ローマス・デ・サモーラ・パルティードにある都市である。大ブエノスアイレス都市圏に位置し、ブエノスアイレス特別区から南へ14kmの近郊にある。2010年の国勢調査による人口は223,898人。同パルティードにはローマス・デ・サモーラ大学(UNLZ)などで有名なローマス・デ・サモーラがある。

## 歴史
ブエノスアイレス・グレート・サザン鉄道（BAGS、スペイン語でフェロカリル・デル・スド）の経営者であるイギリス人のエドワード・バンフィールドが市名の由来である。1873年にバンフィエルド駅が開設され、同年8月19日、最初の小区画が売地として宣伝された。1880年代以降にはブエノスアイレス近郊市街地の外延的な発展が起こった。

## 文化

### 音楽教育
バンフィエルドでもっとも重要な文化機関はフリアン・アギーレ音楽院である。1951年、クラシック作曲家であり指揮者のアルベルト・ヒナステーラによって設立された。年間2,000人の学生が学び、アルゼンチンでもっとも重要なクラシック音楽や声楽に関する学校である。アルゼンチンのみならずラテンアメリカ全体に音楽家や音楽教師を送りだしている。
タンゴ作曲家のアルフレード・デ・アンヘリス(Alfredo De Angelis)、ポップ歌手のサンドロ(Sandro)はバンフィエルド市出身である。

### スポーツ
1891年にはスポーツクラブのローマスACが創設された。ロマスACはクリケットチーム、ラグビーチーム、女子フィールドホッケーチームが有名である。クリケットチームはプリメーラ・ディビシオンで21回、ラグビーチームはトルネオ・デ・ラ・URBAで2回、女子フィールドホッケーチームはメトロポリターノ・プリメーラ・ディビシオンで17回優勝している。男子サッカーチームは1890年代に5回優勝した古豪である。
1896年にはスポーツクラブのCAバンフィエルドが創設された。CAバンフィエルドはサッカーチームが有名であり、アペルトゥーラ2009でプリメーラ・ディビシオン（1部）初優勝を飾った。

## ギャラリー

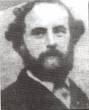
市名の由来となったエドワード・バンフィールド
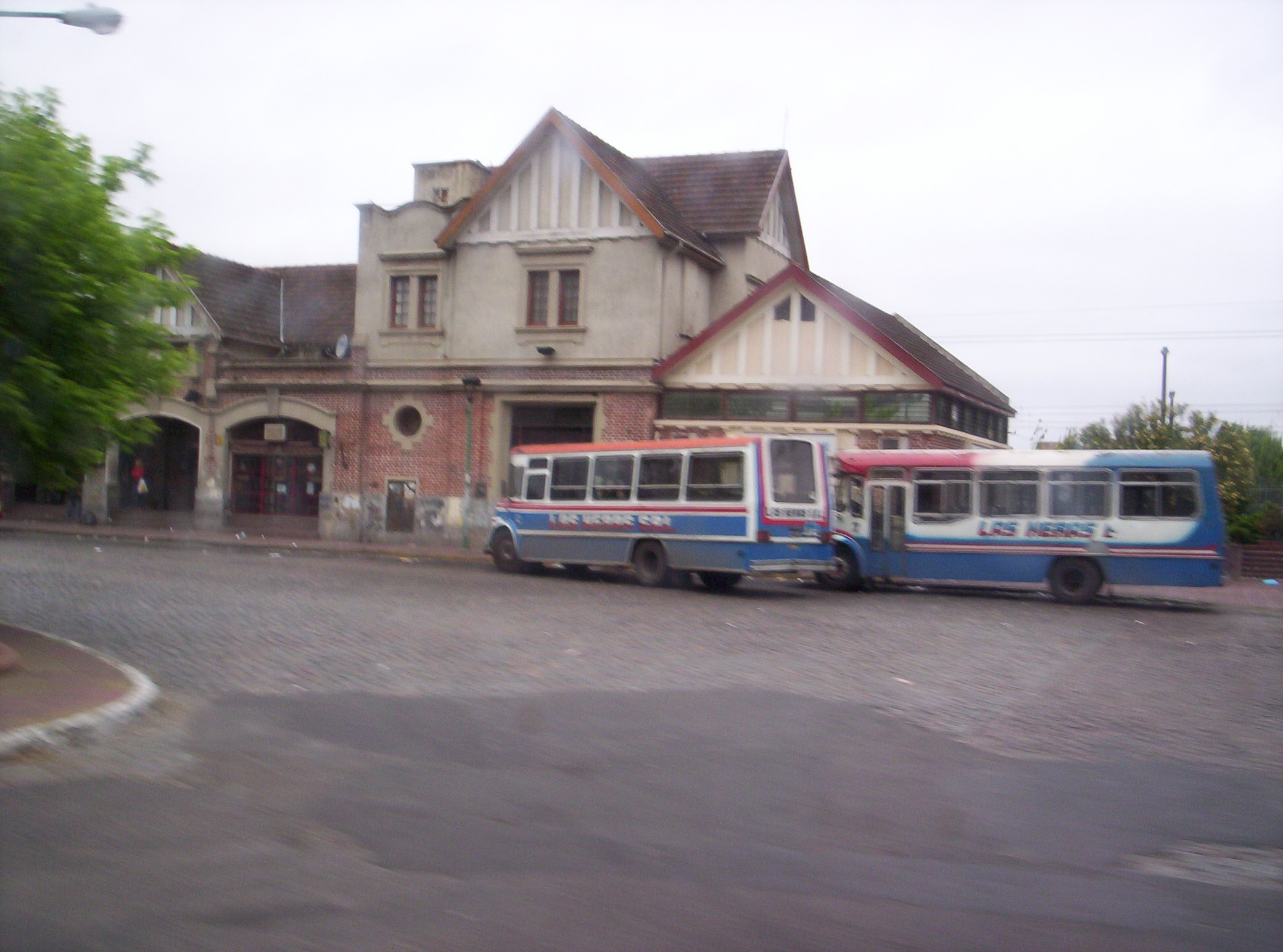
バンフィエルド駅
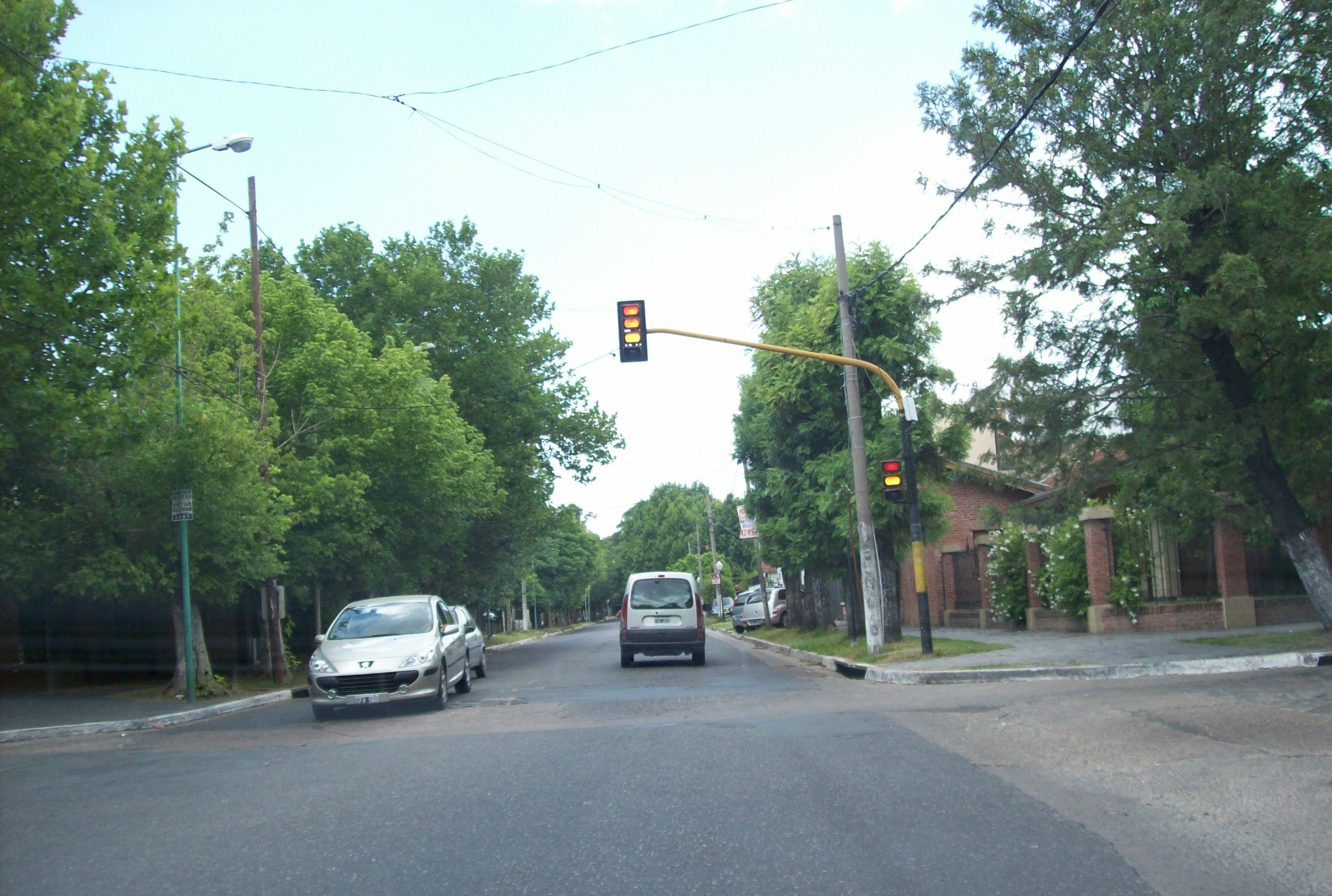
ラローケ通り